# Lacinipolia distributa
Lacinipolia distributa är en fjärilsart som beskrevs av Heinrich Benno Möschler 1886. Lacinipolia distributa ingår i släktet Lacinipolia och familjen nattflyn. Inga underarter finns listade i Catalogue of Life.